# Cúmulo estelar

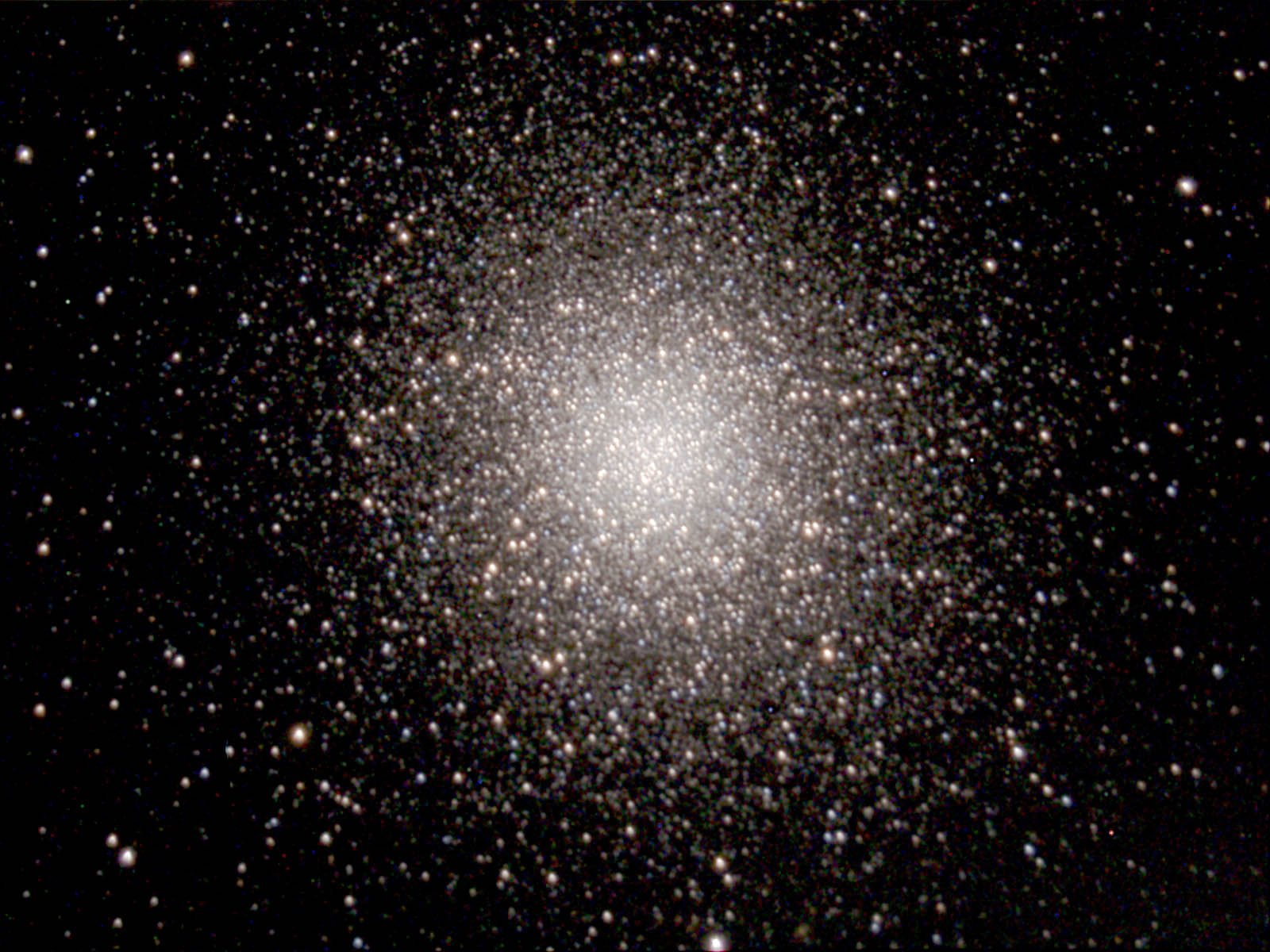
Cúmulo globular M13.

Un cúmulo estelar es un grupo de estrellas atraídas entre sí por su gravedad mutua. La clasificación tradicional incluye dos tipos de cúmulos estelares: los cúmulos globulares y los cúmulos abiertos o galácticos.
Los cúmulos globulares son agrupaciones densas de centenares de miles o millones de estrellas viejas (más de mil millones de años), mientras que los cúmulos abiertos contienen generalmente centenares o millares de estrellas jóvenes (menos de cien millones de años) o de edad intermedia (entre cien millones y mil millones de años). Los cúmulos abiertos son disgregados a lo largo del tiempo por su interacción gravitatoria con nubes moleculares en su movimiento por la galaxia mientras que los cúmulos globulares, más densos, son más estables frente a su disgregación (aunque, a largo plazo, también acaban siendo destruidos). Además de las diferencias en número de estrellas (y, por lo tanto, masa) y en edad entre los dos tipos tradicionales de cúmulos, también se distinguen por su metalicidad (los cúmulos abiertos son ricos en metales mientras que los globulares son pobres en ellos) y su órbita (los cúmulos abiertos pertenecen a la población del disco de la galaxia mientras que los globulares pertenecen al halo). Por el contrario, no existen diferencias grandes entre los tamaños de los núcleos de ambos tipos de cúmulos, que en ambos casos es de unos pocos pársecs.
En los años 1980 y 90 del siglo XX se descubrió que la clasificación tradicional no abarcaba todos los cúmulos estelares existentes. Por ejemplo, en las Nubes de Magallanes existen cúmulos tan masivos como los globulares pero jóvenes (R136, el núcleo de 30 Doradus, es el caso más notorio). En otras galaxias (por ejemplo, M82) se descubrieron en aquellos años supercúmulos estelares tan masivos o más como los globulares pero jóvenes. Algunos de esos supercúmulos estelares (NGC 3603, Westerlund 1) se han identificado también en el plano de nuestra propia galaxia, escondidos tras grandes nubes de polvo. Asimismo, se comprobó que la diferencia entre cúmulos estelares (objetos ligados, esto es, unidos por su atracción gravitatoria) y asociaciones estelares (agrupaciones que no están unidas gravitacionalmente y que se dispersan lentamente) no está bien marcada. Algunas agrupaciones estelares nacen como cúmulos, otras como asociaciones estelares, otras como cúmulos rodeadas de asociaciones y otras en un estado limítrofe entre cúmulos y asociaciones. Todas ellas acaban disgregándose tarde o temprano. Los cúmulos globulares (los cuales cuando son jóvenes se llaman supercúmulos estelares) son los que perduran más; podemos observar cúmulos globulares que se formaron al principio de la vida de nuestra galaxia. Sin embargo, es posible apreciar cómo algunos cúmulos globulares poseen colas de marea, esto es, rastros de estrellas que se han ido desprendiendo del cúmulo a lo largo de su historia y que presagian su dispersión final.
Por lo tanto, una clasificación moderna de las agrupaciones estelares (cúmulos o asociaciones) debe incluir al menos tres variables: edad, masa y estado gravitacional; y quizás dos más (metalicidad y tipo de órbita).

## Cúmulo abierto

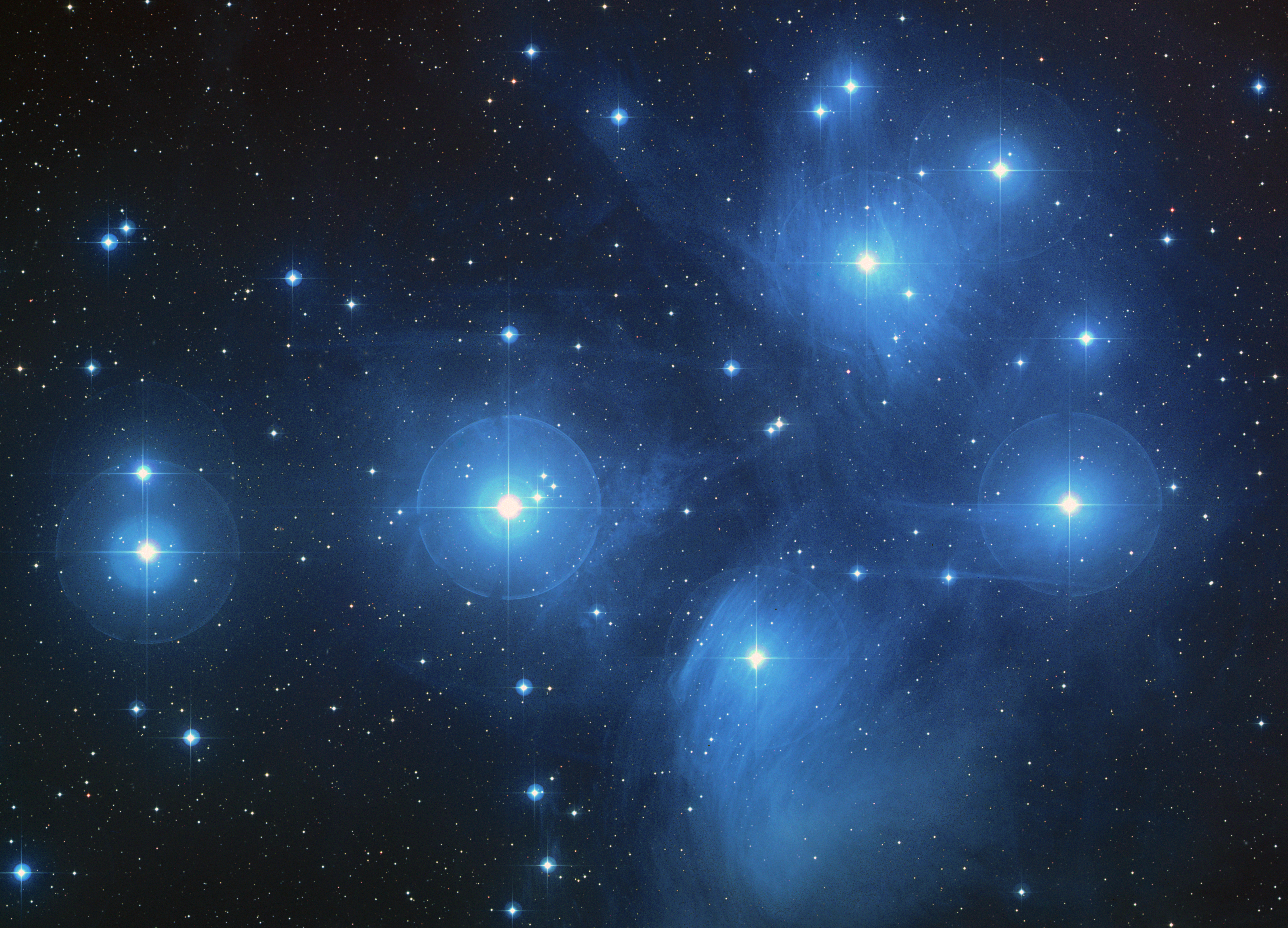
Las Pléyades, es un cúmulo abierto dominado por estrellas azules calientes rodeadas de nebulosidad de reflexión.

Los cúmulos abiertos son muy diferentes de los cúmulos globulares. A diferencia de los globulares distribuidos esféricamente, están confinados en el plano galáctico, y casi siempre se encuentran dentro de brazo espiral. Por lo general, son objetos jóvenes, de hasta unas decenas de millones de años, con algunas raras excepciones de hasta unos pocos miles de millones de años, como Messier 67 (el cúmulo abierto más cercano y antiguo observado), por ejemplo. Forman región H II como la nebulosa de Orión.
Los cúmulos abiertos suelen contener hasta unos cientos de miembros, dentro de una región de hasta unos 30 años luz de diámetro. Al estar mucho menos poblados que los cúmulos globulares, están mucho menos ligados gravitatoriamente y, con el tiempo, se ven alterados por la gravedad de las nubes moleculares gigantes y otros cúmulos. Los encuentros cercanos entre los miembros de los cúmulos también pueden provocar la expulsión de estrellas, un proceso conocido como «evaporación».
Los cúmulos abiertos más destacados son las Pléyades y las Hyades en Tauro. El Cúmulo doble de h+Chi Persei también puede ser prominente bajo cielos oscuros. Los cúmulos abiertos suelen estar dominados por estrellas azules jóvenes y calientes, ya que, aunque estas estrellas son de corta vida en términos estelares, pues sólo duran unas decenas de millones de años, los cúmulos abiertos suelen haberse dispersado antes de que estas estrellas mueran.
Establecer distancias precisas a los cúmulos abiertos permite calibrar la relación periodo-luminosidad que muestran las Cefeidas estrellas variables, que luego se utilizan como vela estándar. Las cefeidas son luminosas y pueden utilizarse para establecer tanto las distancias a galaxias remotas como la tasa de expansión del Universo (constante de Hubble). De hecho, el cúmulo abierto NGC 7790 alberga tres cefeidas clásicas que son fundamentales para estos esfuerzos.

### Cúmulo incrustado

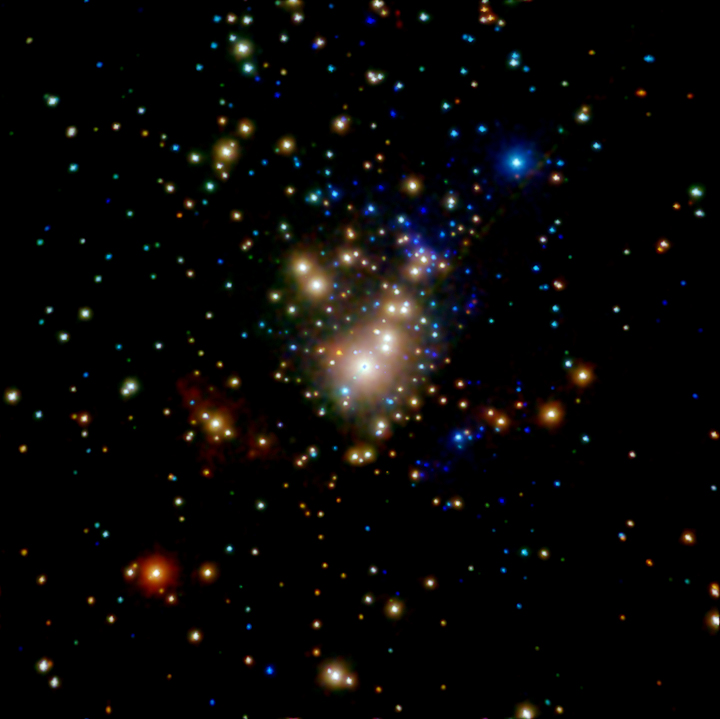
El cúmulo incrustado trapezoidal visto en rayos X que penetran las nubes circundantes.

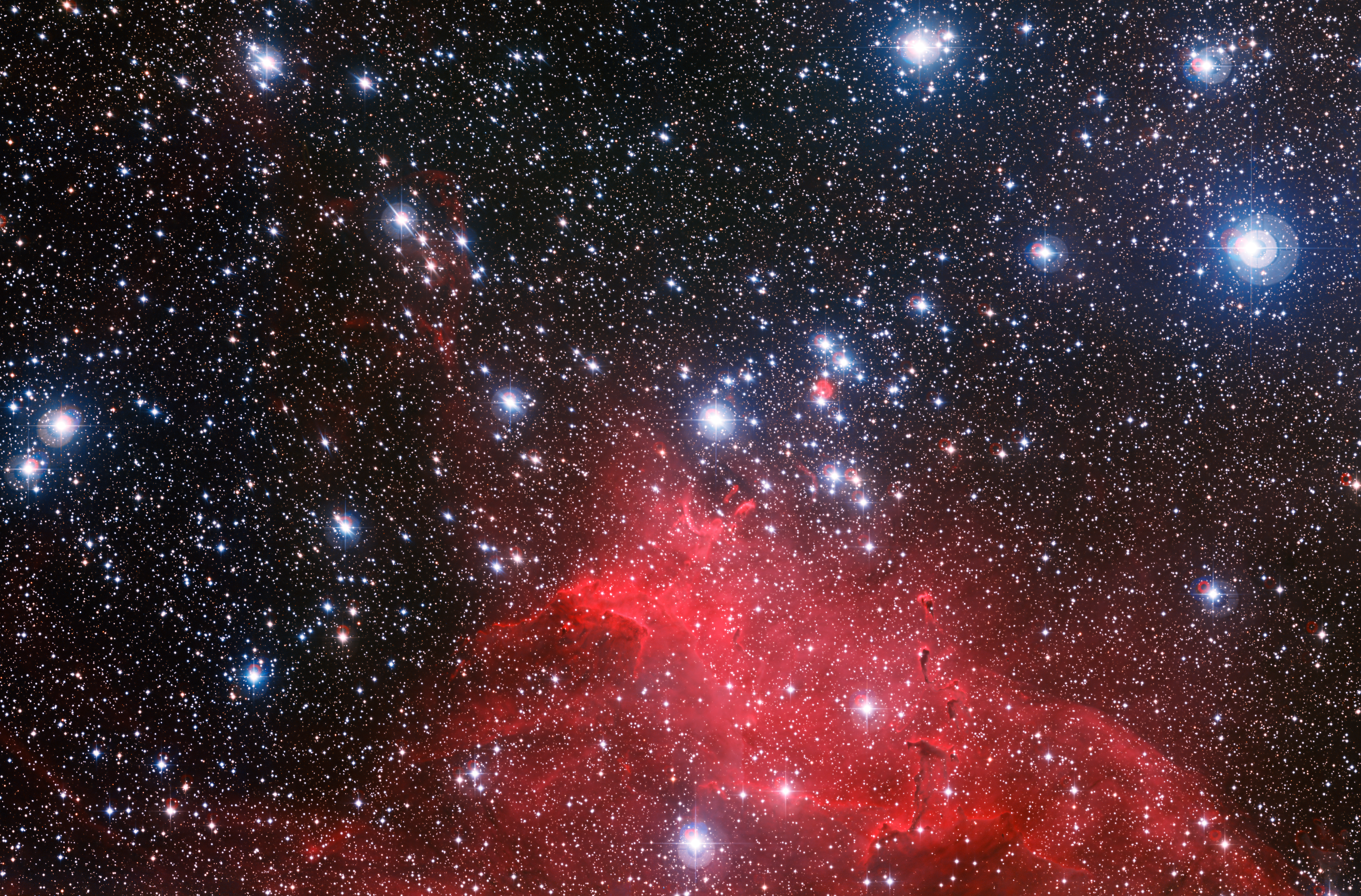
Cúmulo estelar NGC 3572 y sus alrededores.

Los cúmulos incrustados son grupos de estrellas muy jóvenes que están parcial o totalmente envueltos en un polvo o gas interestelar que suele ser impermeable a las observaciones ópticas. Los cúmulos incrustados se forman en nubes moleculares, cuando las nubes empiezan a colapsar y a formar estrellas. En estos cúmulos suele haber formación estelar en curso, por lo que los cúmulos incrustados pueden albergar varios tipos de objetos estelares jóvenes, incluyendo protoestrellas y estrellas de pre-secuencia principal. Un ejemplo de cúmulo incrustado es el Cúmulo del Trapecio en la Nebulosa de Orión. En la región del núcleo de la ρ Ophiuchi (L1688) hay un cúmulo incrustado.

## Cúmulo globular

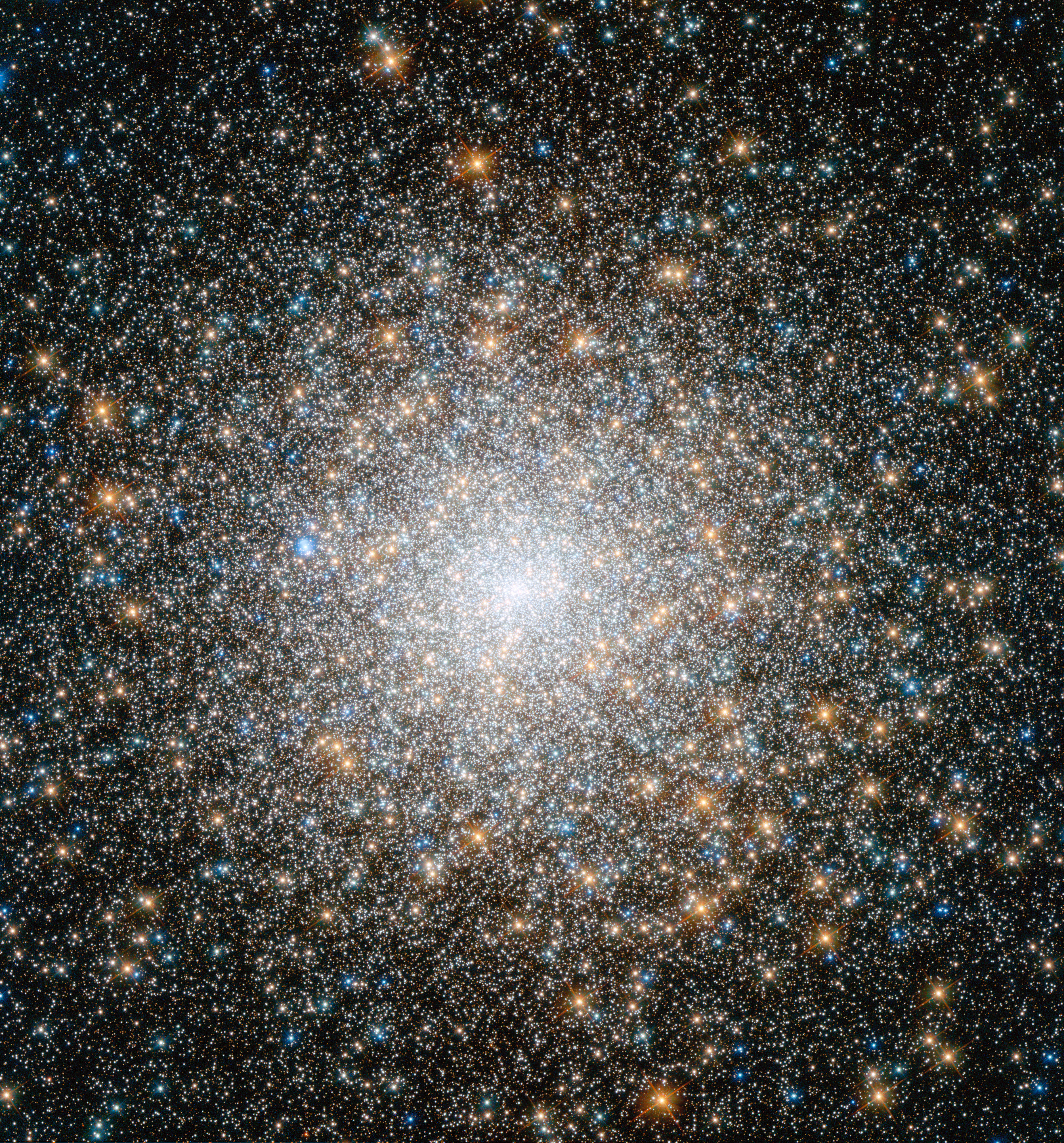
El cúmulo globular Messier 15 fotografiado por el HST.

Los cúmulos globulares son agrupaciones aproximadamente esféricas de entre 10 000 y varios millones de estrellas que se agrupan en regiones de entre 10 y 30 años luz. Suelen estar formados por estrellas muy viejas, apenas unos cientos de millones de años más jóvenes que el propio universo- que son en su mayoría amarillas y rojas, con masas inferiores a dos masas solares. Este tipo de estrellas predominan en los cúmulos porque las estrellas más calientes y masivas han explotado como supernovas, o han evolucionado a través de fases de nebulosa planetaria para terminar como enanas blancas. Sin embargo, en los cúmulos globulares existen unas pocas estrellas azules, que se cree que se formaron por fusiones estelares en sus densas regiones interiores; estas estrellas se conocen como rezagadas azules.
En nuestra Galaxia, los cúmulos globulares se distribuyen aproximadamente de forma esférica en el halo galáctico, alrededor del Centro Galáctico, orbitando el centro en órbitas altamente elípticas. En 1917, el astrónomo Harlow Shapley hizo la primera estimación respetable de la distancia del Sol al centro galáctico, basándose en la distribución de los cúmulos globulares.
Hasta mediados de la década de 1990, los cúmulos globulares eran la causa de un gran misterio en la astronomía, ya que las teorías de la evolución estelar daban edades para los miembros más antiguos de los cúmulos globulares que eran mayores que la edad estimada del universo. Sin embargo, la mejora de las mediciones de distancia a los cúmulos globulares mediante el satélite Hipparcos y las mediciones cada vez más precisas de la constante de Hubble resolvieron la paradoja, dando una edad para el universo de unos 13 mil millones de años y una edad para las estrellas más antiguas de unos cientos de millones de años menos.
Nuestra galaxia tiene unos 150 cúmulos globulares, algunos de los cuales pueden haber sido núcleos capturados de pequeñas galaxias despojadas de estrellas previamente en sus márgenes exteriores por las mareas de la Vía Láctea, como parece ser el caso del cúmulo globular M79. Algunas galaxias son mucho más ricas en globulares que la Vía Láctea: La gigantesca galaxia elíptica M87 contiene más de mil.
Algunos de los cúmulos globulares más brillantes son visibles a ojo desnudo; el más brillante, Omega Centauri, fue observado en la antigüedad y catalogado como estrella, antes de la era telescópica. El cúmulo globular más brillante en el hemisferio norte es M13 en la constelación de Hércules.

## Cúmulo de superestrellas

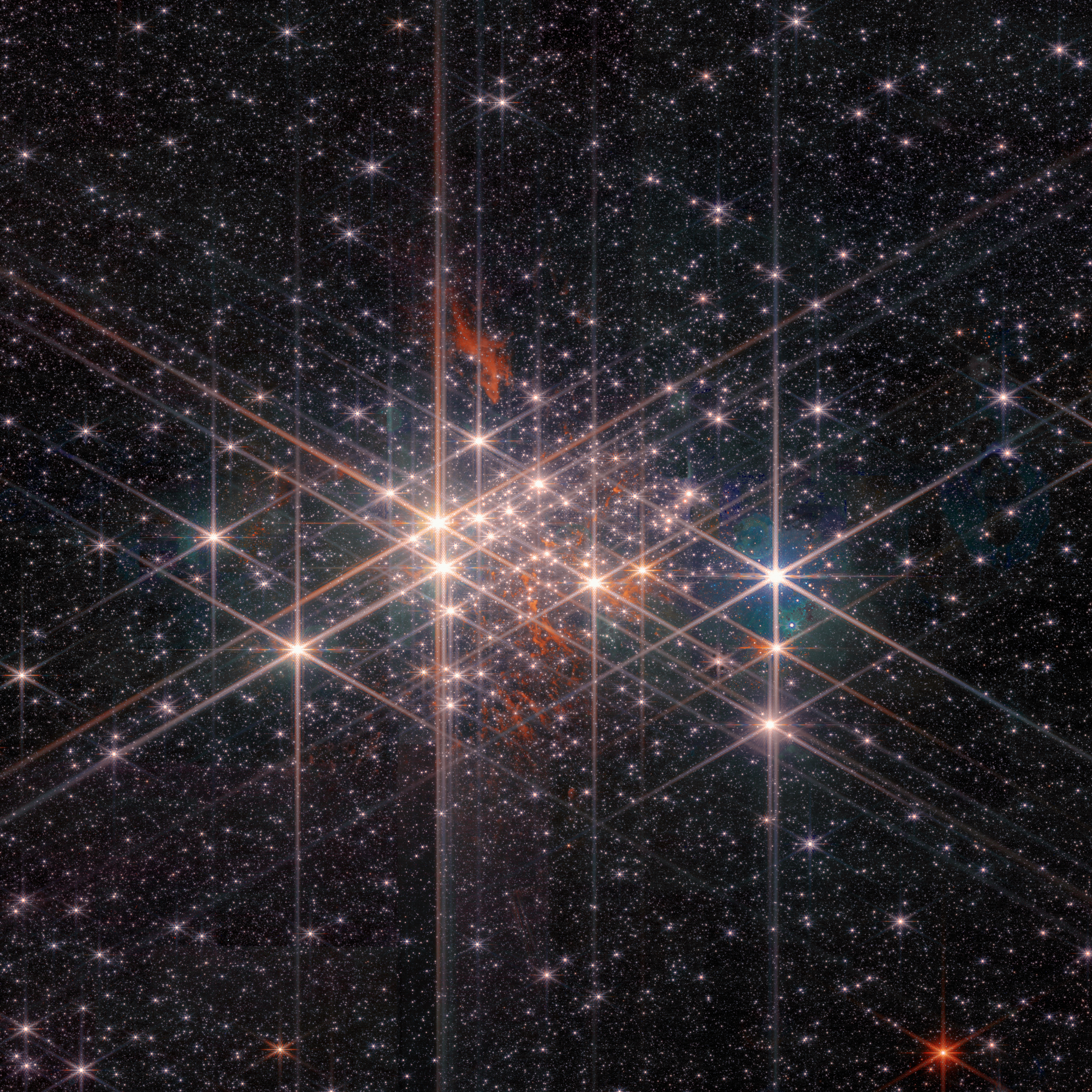
Supercúmulo estelar Westerlund 1

Los  supercúmulos estelares son regiones muy grandes de formación estelar reciente, y se cree que son los precursores de los cúmulos globulares. Algunos ejemplos son Westerlund 1 en la Vía Láctea.

## Formas intermedias

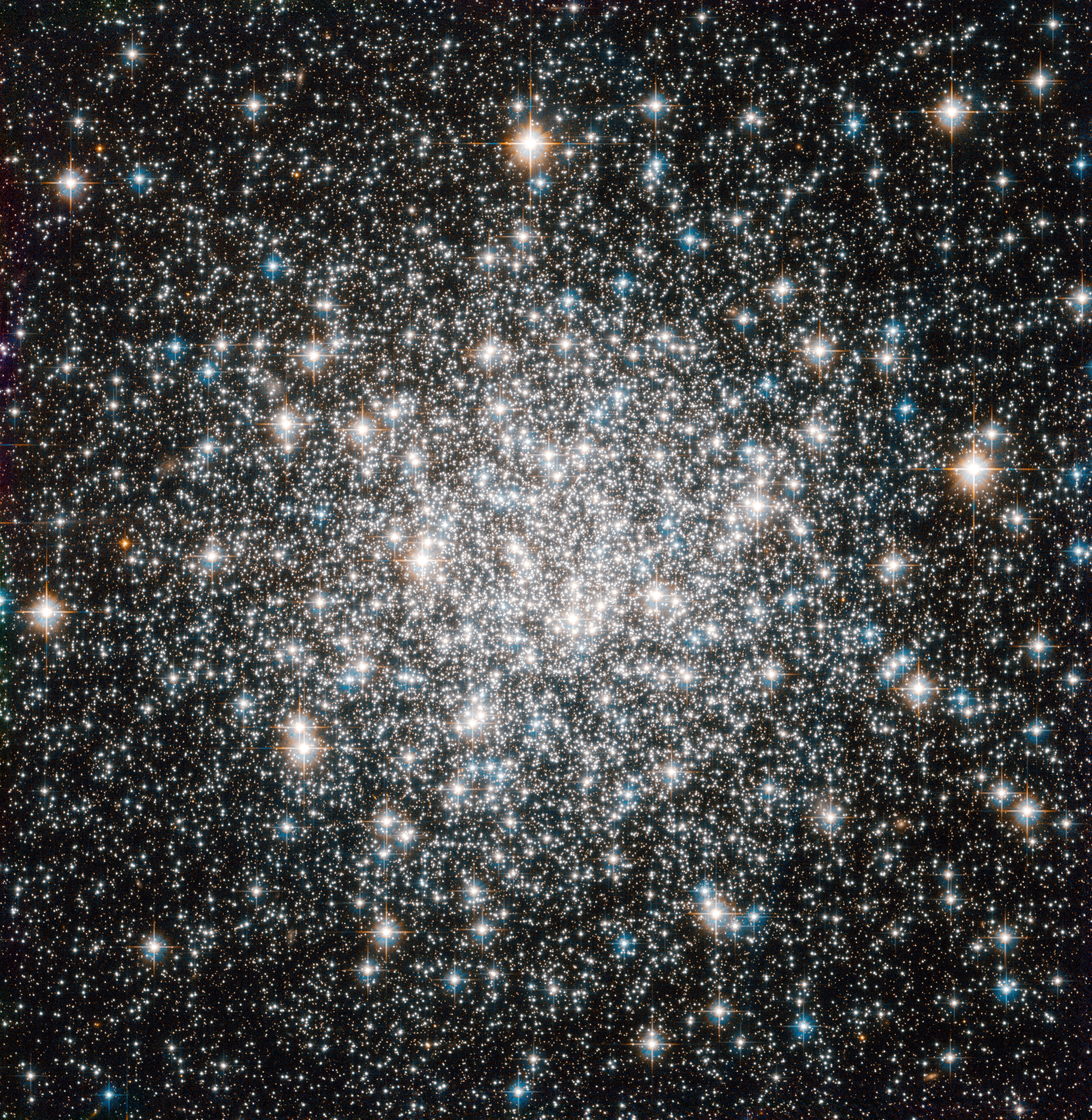
Messier 68, un cúmulo globular suelto cuyas estrellas constituyentes abarcan un volumen de espacio de más de cien años luz de diámetro

En 2005, los astrónomos descubrieron un nuevo tipo de cúmulo estelar en la Galaxia de Andrómeda, que es, en varios aspectos, muy similar a los cúmulos globulares aunque menos denso. En la Vía Láctea no se conocen cúmulos de este tipo (también conocidos como cúmulos globulares extendidos). Los tres descubiertos en la Galaxia de Andrómeda son M31WFS C1 M31WFS C2, y M31WFS C3.
Estos cúmulos estelares recién descubiertos contienen cientos de miles de estrellas, un número similar al de los cúmulos globulares. Los cúmulos también comparten otras características con los cúmulos globulares, por ejemplo las poblaciones estelares y la metalicidad. Lo que los distingue de los cúmulos globulares es que son mucho más grandes -varios cientos de años-luz de diámetro- y cientos de veces menos densos. Las distancias entre las estrellas son, por tanto, mucho mayores. Los cúmulos tienen propiedades intermedias entre los cúmulos globulares y las galaxias enanas esferoidales.
Aún se desconoce cómo se forman estos cúmulos, pero su formación bien podría estar relacionada con la de los cúmulos globulares. Todavía no se sabe por qué M31 tiene estos cúmulos, mientras que la Vía Láctea no los tiene. Tampoco se sabe si alguna otra galaxia contiene este tipo de cúmulos, pero sería muy improbable que M31 fuera la única galaxia con cúmulos extendidos.
Otro tipo de cúmulos son las pelusas tenues que hasta ahora sólo se han encontrado en galaxias lenticulares como NGC 1023 y NGC 3384. Se caracterizan por su gran tamaño en comparación con los cúmulos globulares y una distribución en forma de anillo alrededor de los centros de sus galaxias anfitrionas. Al igual que estos últimos parecen ser objetos antiguos.

## Interés astronómico de los cúmulos

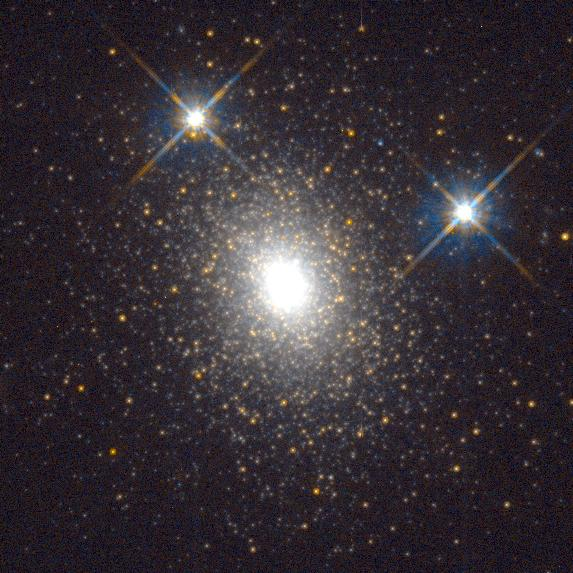
Cúmulo globular G1 en M31.

Los cúmulos estelares ayudan a comprender la evolución estelar al ser estrellas formadas en la misma época a partir del material de una nube molecular. También representan un importante paso en la determinación de la escala del Universo. Algunos de los cúmulos abiertos más cercanos pueden utilizarse para medir sus distancias absolutas por medio de la técnica del paralaje. El diagrama de Hertzsprung-Russell de estos cúmulos puede entonces representarse con los valores de luminosidad absoluta. Los diagramas similares de cúmulos cuya distancia no es conocida pueden ser comparados con los de distancia calibrada estimando la distancia que los separa de nosotros.
Los cúmulos de estrellas son importantes en muchas áreas de la astronomía. La razón detrás de esto es que casi todas las estrellas de los cúmulos antiguos nacieron aproximadamente al mismo tiempo. Varias propiedades de todas las estrellas en un cúmulo están en función únicamente de la masa, por lo que las teorías de la evolución estelar se basan en observaciones de cúmulos abiertos y globulares. Esto es principalmente cierto para los cúmulos globulares antiguos. En el caso de jóvenes (edad< 1 Gyr) y de edad intermedia (1< edad <5 Gyr), factores como la edad, la masa y las composiciones químicas también pueden desempeñar un papel vital. Según su edad, los cúmulos de estrellas pueden revelar mucha información sobre sus galaxias anfitrionas. Por ejemplo, los cúmulos de estrellas que residen en las Nubes de Magallanes pueden proporcionar información esencial sobre la formación de las galaxias enanas de las Nubes de Magallanes. Esto a su vez, puede ayudarnos a comprender muchos procesos astrofísicos que ocurren en nuestra propia galaxia, la Vía Láctea. Estos cúmulos, especialmente los jóvenes, pueden explicar el proceso de formación de estrellas que podría haber ocurrido en nuestra Vía Láctea.
Los cúmulos también son un paso crucial para determinar la  escala de distancia del universo. Algunos de los cúmulos más cercanos están lo suficientemente cerca como para medir sus distancias usando paralaje. Se puede trazar un  diagrama de Hertzsprung-Russell para estos grupos que tiene valores absolutos conocidos en el eje de luminosidad. Luego, cuando se traza un diagrama similar para un grupo cuya distancia no se conoce, la posición de la secuencia principal se puede comparar con la del primer grupo y estimar la distancia. Este proceso se conoce como ajuste de secuencia principal. El enrojecimiento y las poblaciones estelares deben tenerse en cuenta al utilizar este método.
Casi todas las estrellas del campo galáctico, incluido el Sol, nacieron inicialmente en regiones con cúmulos incrustados que se desintegraron. Esto significa que las propiedades de las estrellas y los sistemas planetarios pueden haberse visto afectadas por los primeros entornos agrupados. Este parece ser el caso de nuestro propio Sistema Solar , en el que las abundancias químicas apuntan a los efectos de una supernova de una estrella cercana al principio de la historia de nuestro Sistema Solar.

## Nube estelar

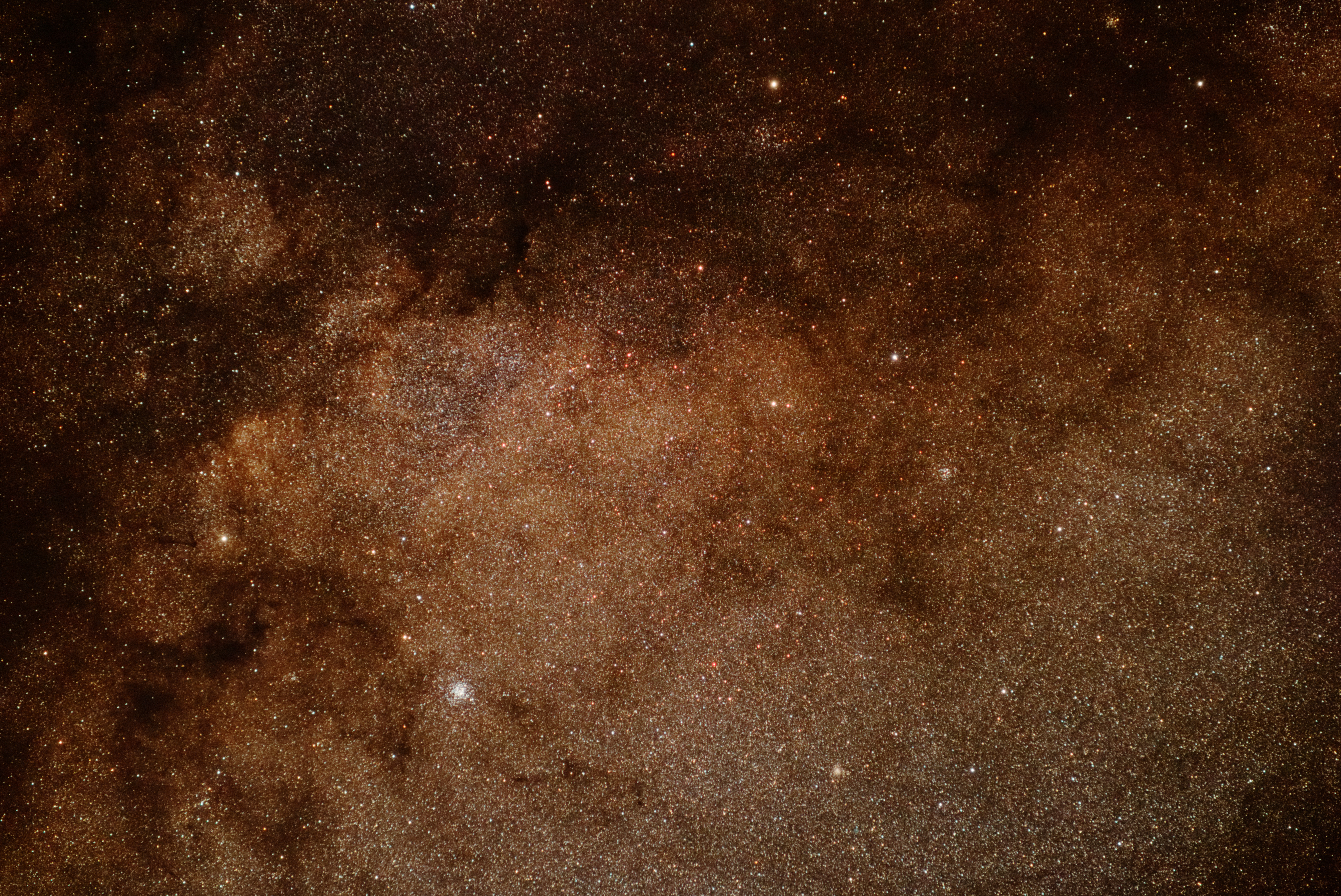
Nube de estrellas Scutum con el cúmulo abierto Messier 11 en la parte inferior izquierda

. Messier 11 en la parte inferior izquierda]]
Técnicamente no son cúmulos estelares, las nubes estelares son grandes grupos de muchas estrellas dentro de una galaxia, repartidas en muchísimos años luz de espacio. A menudo contienen cúmulos estelares en su interior. Las estrellas aparecen muy juntas, pero no suelen formar parte de ninguna estructura. Dentro de la Vía Láctea, las nubes estelares se muestran a través de huecos entre las nubes de polvo de la Great Rift, permitiendo vistas más profundas a lo largo de nuestra línea de visión particular. Las nubes estelares también se han identificado en otras galaxias cercanas. Algunos ejemplos de nubes estelares son la Gran nube estelar de Sagitario, la  Pequeña nube estelar de Sagitario, la nube estelar de Scutum, la nube estelar de Cygnus, la nube estelar de Norma y NGC 206 en la Galaxia de Andrómeda.